# 無火機関車

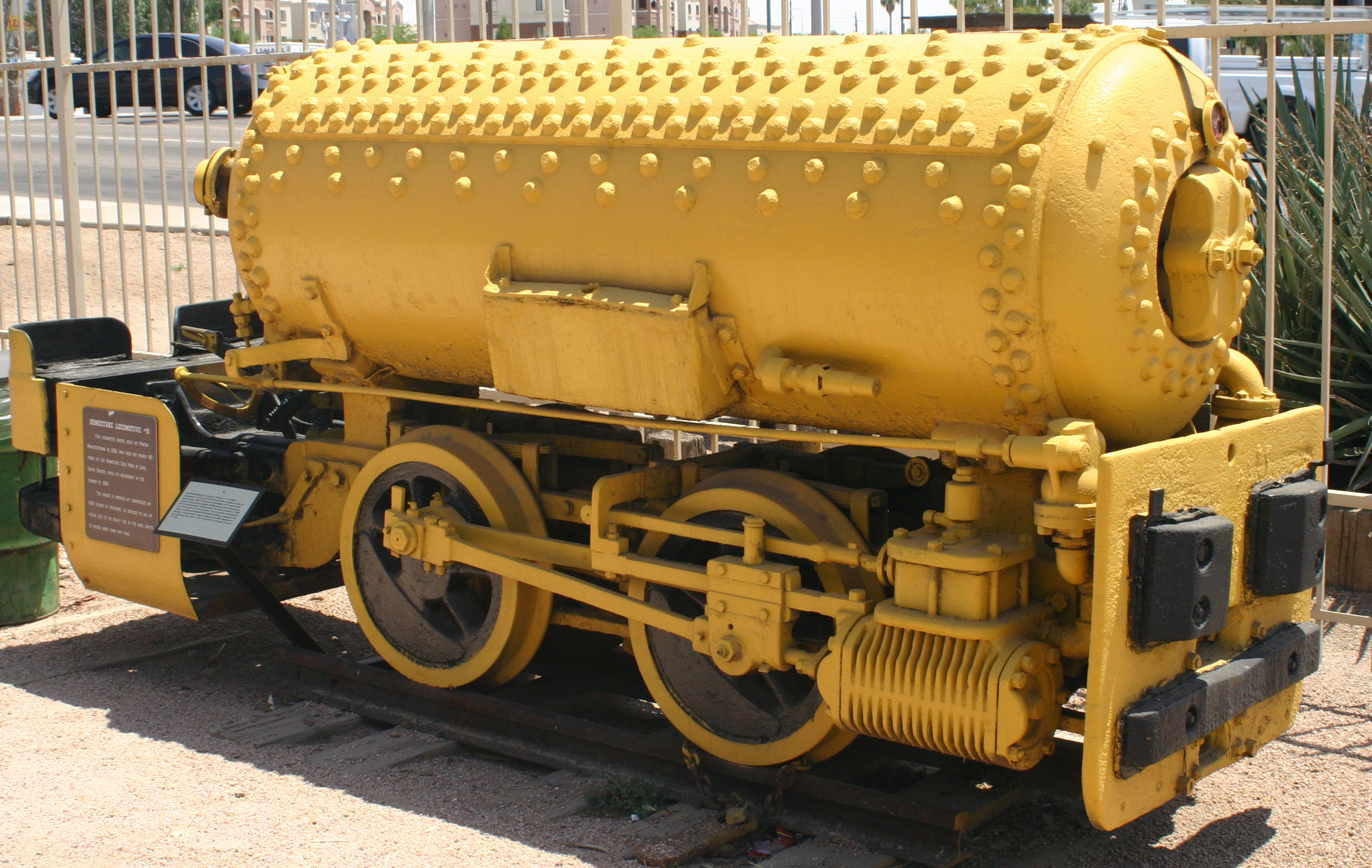
1923年H・K・ポーター製造のB型無火機関車。製造番号3290（アリゾナ鉄道博物館）

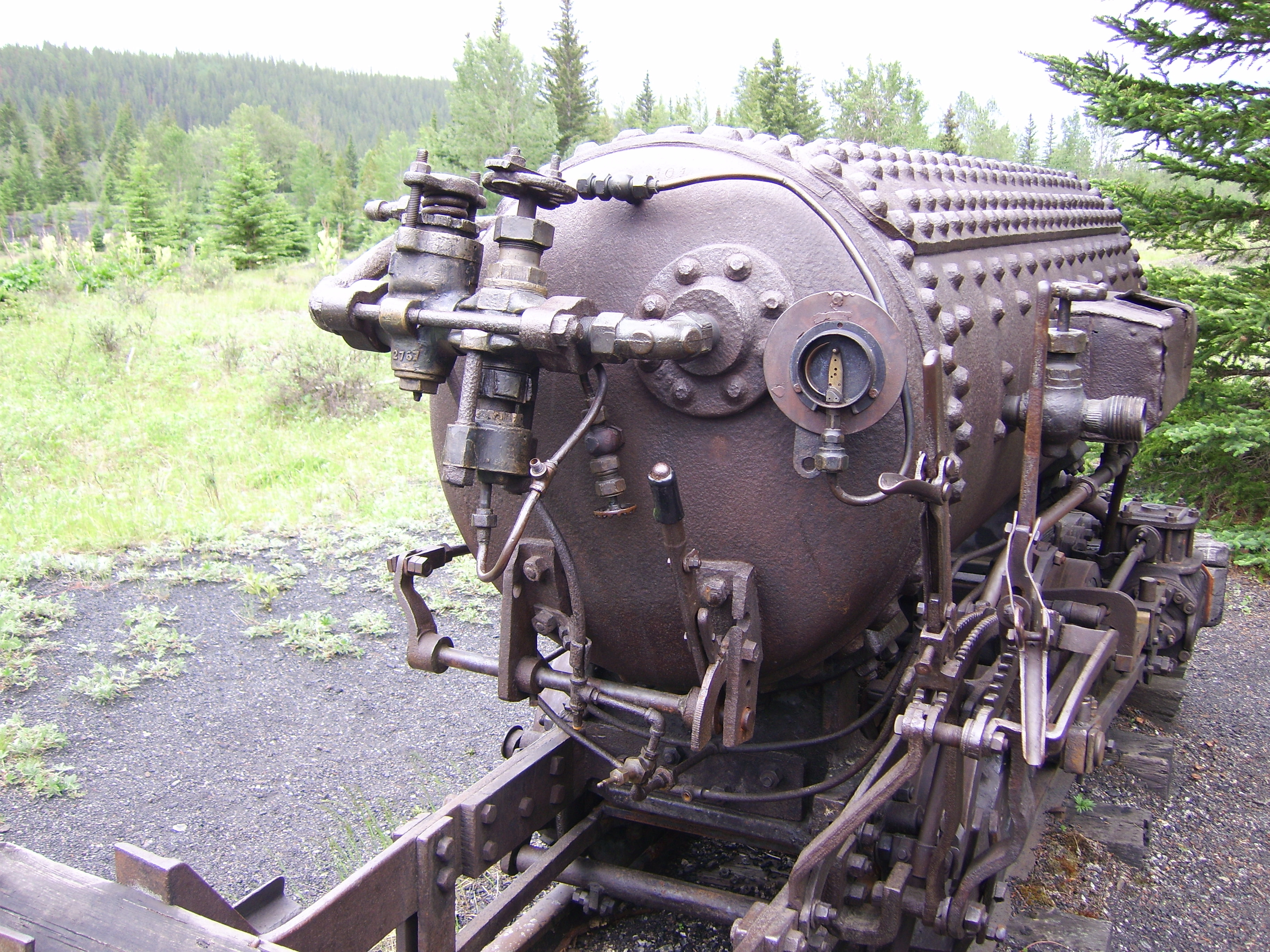
カナダの炭鉱で使われていた圧縮空気式機関車

無火機関車（むかきかんしゃ）とは化学工場等、粉塵爆発の危険性、空気の供給が限られる鉱山の坑道等、火気の使用が制限されている場所で運用するための機関車である。また、食品工場のように特に清潔性が求められる場所で使用されることもある。
無火機関車には蒸気をタンクに貯める無火蒸気機関車と圧縮空気を使用する形式の2種類がある。英語では無火機関車のことをfireless locomotiveといい、日本語でもそのまま「ファイアレス」と呼称することがある。また後者の圧縮空気を使用した機関車を英語のcompressed air locomotiveからエアーロコと呼称することがある。

## 形式

### 無火蒸気機関車

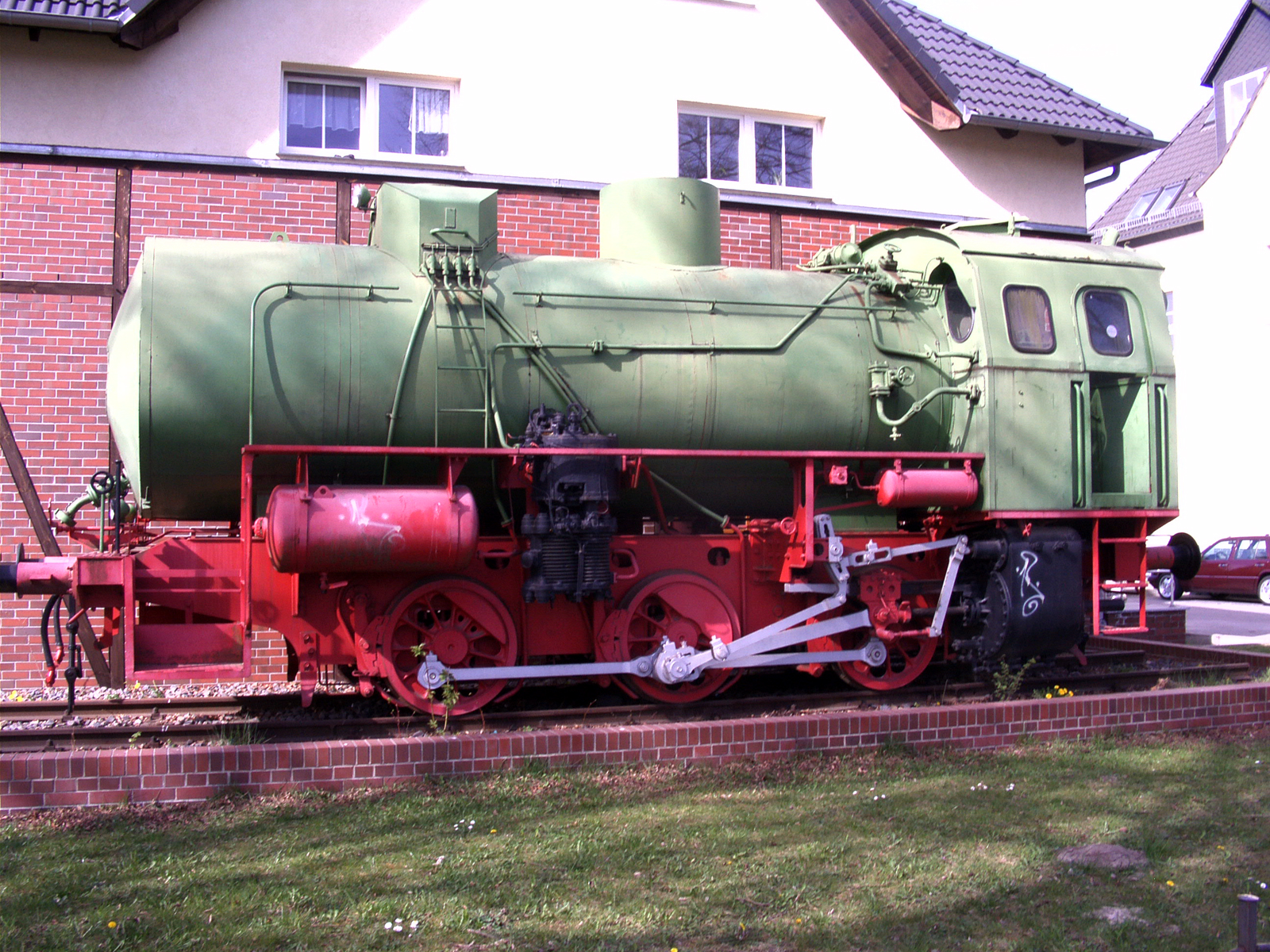
ドイツAltlandsberger Kleinbahnの89型無火蒸気機関車

無火蒸気機関車は通常の蒸気機関車に似ているが、ボイラーの代わりに蒸気蓄圧器がある。定置式のボイラーから水と蒸気を蓄圧器に送り込む。機関車は貯めた蒸気の力で、圧力が最低限に下がって再充填が必要になるまでの間動く。
欧州の無火蒸気機関車はシリンダーが後方にある場合が多い。米国の場合は通常の機関車同様にシリンダーは前方にある場合が多い。英国の無火蒸気機関車の代表的な製造会社は、アンドリュー・バークレー・アンド・サンズ（en:Andrew Barclay & Sons Co.）とW.G. バグノール（en:W.G. Bagnall）である。
英国で最後に商業的に運用された産業用蒸気機関車は無火蒸気機関車であった。カンブリア州アルバーストン（Ulverston）のグラクソ・スミスクラインの工場で動いていたものである。
日本でも八幡製鉄所や浜安善駅の昭和シェル石油横浜事業所で使用されていた。また中国遼寧省の本渓製鉄所では旧満州国時代に製造された車両が近年まで活躍していた。
ドイツでは2013年現在もいまだ少数が運用されている。

### 圧縮空気式機関車

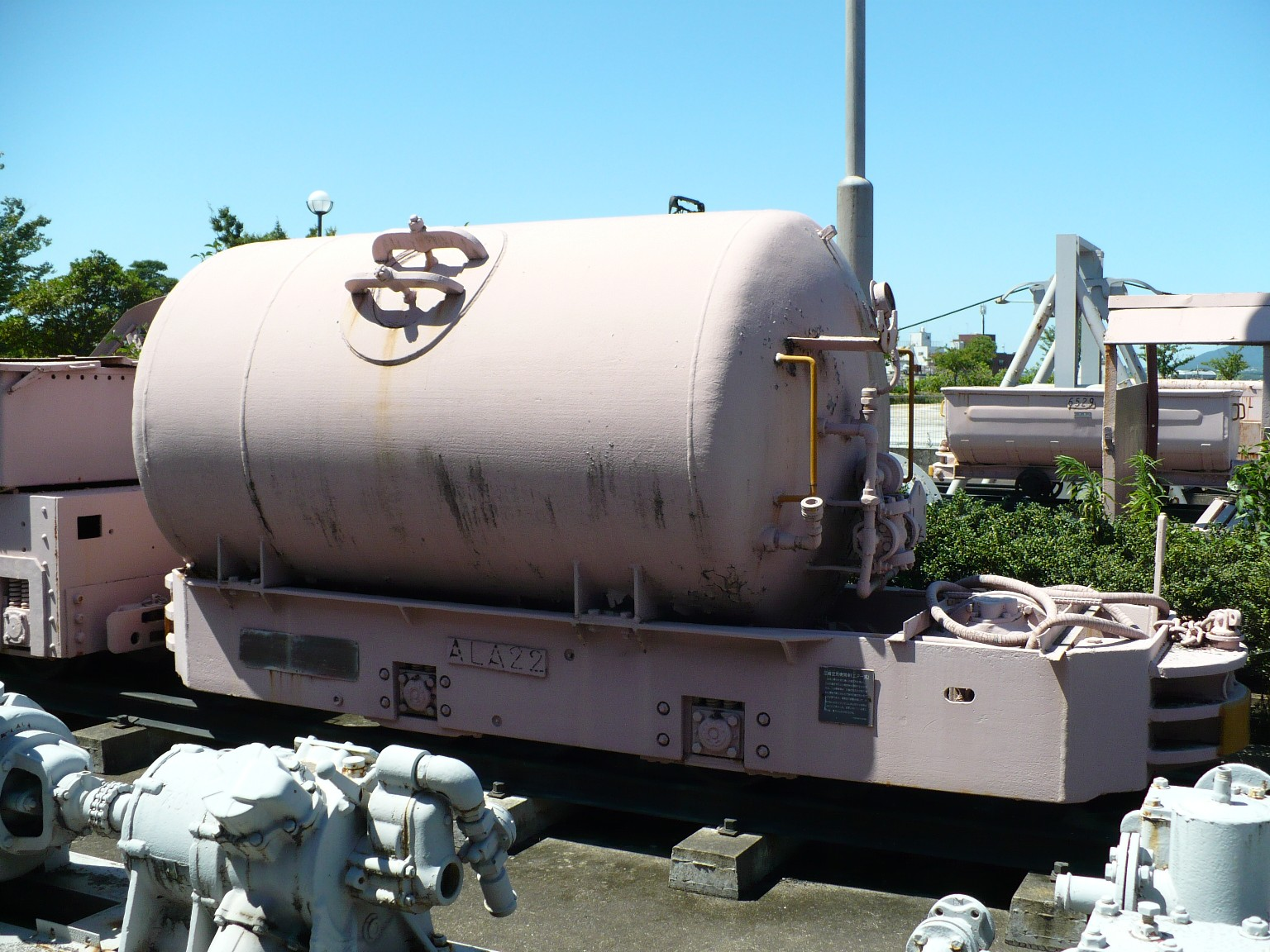
田川市石炭・歴史博物館で保存されている圧縮空気式機関車、重量2.4 t、速度4 km/h、最大牽引力530 kg

圧縮空気式機関車は主に鉱山で使用される。路面電車で使用された例もある（en:Mekarski systemを参照）。日本では夕張炭砿でアメリカのH.K.ポーター製の4両が使用された。
蒸気機関車を動態保存する際、元からあった仕組みを復元した場合に復元費用だけで数億円、さらにランニングコストも高額となり、また運転にはボイラー技士資格などの国家資格が必要となるほか、火や蒸気を取り扱うため、つねに危険が伴うので、初期投資やランニングコストもはるかに安いこの方式が取られることがある（例：えちごトキめき鉄道のD51形827号機、真岡鐵道の49671号機）

### アンモニア式無火機関車
Emile Lammは1870年と1872年にアンモニアを動力源として使用する機関車に関する特許を取得した。
ニューオーリンズでは1872年に作動流体として圧縮空気や蒸気の代わりにアンモニアを使用する無火機関車が馬車鉄道の代わりに使用された。費用は1日あたり$6.775で動物の牽引では1日あたり$9.910だった。

### ハイブリッド
無火機関車と通常の蒸気機関を組み合わせた機関車がいくつか製造された。メトロポリタン鉄道の技師ジョン・ファウラーによって燃焼を一時止めて走れる形式の機関車が設計され、センチネル・ワゴン・ワークスで製造されたが、失敗した。

## 車軸配置
多くの無火機関車の車軸配置は0-4-0（B）か0-6-0（C）であったが、0-8-0（D）や0-10-0（E）の配置のものもわずかに存在した。ドイツのヘンシェルが製造した600 mm軌間の0-10-0軸配置無火機関車は、バグダード鉄道の建設工事で用いられた。これはおそらくトンネル工事中の一酸化炭素中毒を避けるためであったと思われる。
別のドイツの会社、ホーエンツォレルン機関車製造では、両端に運転台を持った連節式無火機関車を造っている。一方の台車のみ駆動され、B-2軸配置であった。

## 保存
多数の無火機関車が保存されている。その中で数輌は稼動できる（動態保存）。低圧で低温の蒸気では貯めるのに時間がかかる。